# Konin Żagański
Konin Żagański (przed 1945 niem. Kunau) – wieś w Polsce położona w województwie lubuskim, w powiecie żagańskim, w gminie Iłowa, w północnej części Borów Dolnośląskich.
W latach 1954–1972 wieś należała i była siedzibą władz gromady Konin Żagański. W latach 1975–1998 miejscowość administracyjnie należała do województwa zielonogórskiego.
Jest to największa wieś tej gminy, liczy 730 mieszkańców. Na terenie wsi znajduje się szkoła podstawowa, przedszkole oraz jednostka Ochotniczej Straży Pożarnej.

## Historia
Na początku II wojny światowej (od 26 sierpnia 1939 do kwietnia 1940) w Koninie istniał dulag (od niem. Durchganglager) obóz przejściowy dla jeńców wojennych, wchodzący w skład kompleksu hitlerowskich obozów jenieckich w okolicy Żagania. Nosił on różne nazwy – począwszy od Dulag Halbau/Kunau, przez Dulag A i Dulag C, po Dulag VIII C. Podlegał on, jak i pozostałe obozy (Stalag VIII C Sagan, Stalag VIII E Neuhammer i Stalag 308 Neuhammer) VIII Okręgowi Wojskowemu Wehrmachtu z siedzibą we Wrocławiu. Powstał z przeznaczeniem dla wziętych do niewoli podczas wojny obronnej 1939 roku polskich podoficerów i żołnierzy szeregowych. Dulag był typowym obozem przejściowym – nie posiadał żadnych stałych urządzeń, a jeńcy spali w namiotach. Na początku 1940 roku został zlikwidowany, a 6 tys. jego jeńców przeniesiono do Stalagu VIII A Görlitz oraz Stalagu VIII C Sagan.

## Zabytki
Do wojewódzkiego rejestru zabytków wpisany jest:
- kościół filialny pod wezwaniem św. Bartłomieja, z XVI wieku, XVII wieku. Prawdopodobnie pierwsza drewniana budowla sakralna istniała już w XIII w. W 1505 wybudowano kościół murowany z kamienia i rudy darniowej, ceglaną wieżę dobudowano w latach 1594–1595. W latach 20. XVII w. budowlę powiększono, w 1624 powstał późnorenesansowy portal wejściowy do kaplicy. Wystrój świątyni kościoła renesansowy i barokowy, najcenniejszy jest zdekompletowany późnogotycki tryptyk[6].

## Kościoły i związki wyznaniowe
- Kościół rzymskokatolicki
  - kościół pw. św. Bartłomieja, w stylu gotyckim, zbudowany w 1505 r., filia parafii pw. św. Michała Archanioła w Witoszynie
- inne:
  - Świecki Ruch Misyjny „Epifania” – zbór w Koninie Żagańskim.